# 하워드 K. 스미스
하워드 K. 스미스(영어: Howard K. Smith, 1914년 5월 12일~2002년 2월 15일)는 미국의 언론인이다.
1940년 제2차 세계대전에 뉴욕 타임즈와 CBS 소속으로 런던에 특파된 후 그는 특파원으로 전쟁 소식을 전달하였다. 그는 이러한 활동으로 인해 '에드워드 머로의 사내들'에 분류되었다. 전후에 CBS에서 각종 언론 활동을 하였던 그는 1960년 대선에서 미국 최초로 실시된 대통령 선거 후보 토론회에서 사회자를 맡게 되었다. 이후 1961년 회사를 퇴직한 후 ABC로 이적한 그는 시사논평가로 일하다가 1969년부터 ABC 이브닝 뉴스 (ABC 월드 뉴스의 전신) 앵커를 맡아 1975년까지 진행하였다. 그는 민주당 지지자로써 1972년 대선에서는 에드먼드 머스키에게 지지 편지를 보낸 것이 밝혀져 논란을 일으켰지만 리처드 닉슨과는 친분을 유지하였고 앵커직도 계속 맡았다. NBC의 바버라 월터스가 ABC로 옮겨 이브닝 뉴스 앵커로 발탁된 이후 그는 다시 시사평론가로 복귀하여 여러 시사 프로그램에서 논평을 맡았다. 스미스는 언론인으로써 다수의 영화에서 본인 역으로 출연하기도 하였다. 2002년에 폐렴으로 사망하였다.